# Janiópolis
Janiópolis is een gemeente in de Braziliaanse deelstaat Paraná. De gemeente telt 7.092 inwoners (schatting 2009).

## Aangrenzende gemeenten
De gemeente grenst aan Boa Esperança, Farol, Goioerê, Juranda, Moreira Sales, Rancho Alegre en Tuneiras do Oeste.